# Prunay-le-Temple
Prunay-le-Temple és un municipi francès, situat al departament d'Yvelines i a la regió d'Illa de França. L'any 2007 tenia 368 habitants.
Forma part del cantó de Bonnières-sur-Seine, del districte de Mantes-la-Jolie i de la Comunitat de comunes del Pays Houdanais.

## Demografia

### Població
El 2007 la població de fet de Prunay-le-Temple era de 368 persones. Hi havia 132 famílies, de les quals 20 eren unipersonals (8 homes vivint sols i 12 dones vivint soles), 32 parelles sense fills, 68 parelles amb fills i 12 famílies monoparentals amb fills.
La població ha evolucionat segons el següent gràfic:
Habitants censats

### Habitatges
El 2007 hi havia 143 habitatges, 127 eren l'habitatge principal de la família, 11 eren segones residències i 5 estaven desocupats. 139 eren cases i 2 eren apartaments. Dels 127 habitatges principals, 116 estaven ocupats pels seus propietaris, 6 estaven llogats i ocupats pels llogaters i 5 estaven cedits a títol gratuït; 1 tenia una cambra, 2 en tenien dues, 14 en tenien tres, 28 en tenien quatre i 82 en tenien cinc o més. 106 habitatges disposaven pel capbaix d'una plaça de pàrquing. A 33 habitatges hi havia un automòbil i a 88 n'hi havia dos o més.

### Piràmide de població
La piràmide de població per edats i sexe el 2009 era:
| Homes | Edats   | Dones |
| ----- | ------- | ----- |
| 0     | 95 o +  | 0     |
| 0     | 90 a 94 | 0     |
| 4     | 85 a 89 | 4     |
| 0     | 80 a 84 | 4     |
| 4     | 75 a 79 | 4     |
| 0     | 70 a 74 | 4     |
| 8     | 65 a 69 | 0     |
| 0     | 60 a 64 | 8     |
| 4     | 55 a 59 | 4     |
| 8     | 50 a 54 | 12    |
| 16    | 45 a 49 | 12    |
| 8     | 40 a 44 | 12    |
| 12    | 35 a 39 | 16    |
| 20    | 30 a 34 | 12    |
| 4     | 25 a 29 | 8     |
| 8     | 20 a 24 | 8     |
| 16    | 15 a 19 | 0     |
| 4     | 10 a 14 | 32    |
| 4     | 5 a 9   | 12    |
| 32    | 0 a 4   | 8     |

## Economia
El 2007 la població en edat de treballar era de 242 persones, 186 eren actives i 56 eren inactives. De les 186 persones actives 175 estaven ocupades (90 homes i 85 dones) i 11 estaven aturades (3 homes i 8 dones). De les 56 persones inactives 16 estaven jubilades, 27 estaven estudiant i 13 estaven classificades com a «altres inactius».

### Ingressos
El 2009 a Prunay-le-Temple hi havia 132 unitats fiscals que integraven 396 persones, la mediana anual d'ingressos fiscals per persona era de 26.337 €.

### Activitats econòmiques
Dels 13 establiments que hi havia el 2007, 6 eren d'empreses de construcció, 2 d'empreses de comerç i reparació d'automòbils, 2 d'empreses d'informació i comunicació, 1 d'una empresa de serveis, 1 d'una entitat de l'administració pública i 1 d'una empresa classificada com a «altres activitats de serveis».
Dels 7 establiments de servei als particulars que hi havia el 2009, 1 era un taller de reparació d'automòbils i de material agrícola, 2 paletes, 2 lampisteries, 1 electricista i 1 empresa de construcció.
L'any 2000 a Prunay-le-Temple hi havia 3 explotacions agrícoles.

## Equipaments sanitaris i escolars
El 2009 hi havia una escola elemental.

## Poblacions més properes
El següent diagrama mostra les poblacions més properes.